# Lac Bernice
Pour les articles homonymes, voir Bernice.
Le lac Bernice (en anglais : Bernice Lake) est un lac américain dans le comté de Mariposa, en Californie. Il est situé à 3 115 mètres d'altitude au sein de la Yosemite Wilderness, dans le parc national de Yosemite.